# Otto IV. (Rietberg)
Graf Otto IV. von Rietberg († 5./6. Januar 1553 vor Metz) war von 1535 bis 1552 Graf von Rietberg.
Otto IV. wurde als ältester Sohn von Otto III. und seiner ersten Ehefrau Anna von Sayn geboren. Im Ehevertrag der beiden war festgelegt, dass der Erstgeborene Geistlicher sein sollte. Der Vertrag war aber so aufgesetzt, dass der Älteste auch Graf werden konnte, wenn er dies wolle. Deshalb gab es viele Streitereien zwischen Otto IV. und seinem Halbbruder Johann II. aus der zweiten Ehe des Vaters.
Am Palmsonntag 1540 heiratete Otto IV. Katharina bei Rhein (1510–1542), Tochter von Alexander von Pfalz-Zweibrücken, die Nonne im Kloster Marienberg in Boppard gewesen war. 1541 stand Otto IV. unter englischem Sold und kehrte 1544 zurück und beteiligte sich im Stab der Deutschmeister. In seiner Abwesenheit wurde die Grafschaft von 1538 bis 1548 durch einen hessischen Amtmann verwaltet. Nach hessischem Vorbild führte Otto IV. die lutherische Kirchenordnung in der Grafschaft ein. Otto IV. starb kinderlos am 5. oder 6. Januar 1553 vor Metz. Zunächst wurde ein Vetter, Friedrich Wetter, Treuhänder des Vermögens bis schließlich Ottos IV. Halbbruder Johann II. die Nachfolge der Grafschaft antrat.
Otto IV. wurde im Franziskanerkloster in Rietberg beigesetzt.